# Samarskoje (Rostow)
Samarskoje (russisch Сама́рское) ist ein Dorf (selo) in der Oblast Rostow in Russland mit 10.530 Einwohnern (Stand 14. Oktober 2010).

## Geographie
Der Ort liegt gut 30 km Luftlinie südlich des Oblastverwaltungszentrums Rostow am Don am rechten Ufer des Kagalnik, eines Zuflusses des Asowschen Meeres, unterhalb der Einmündung des linken Zuflusses Elbusd.
Samarskoje gehört zum Rajon Asowski und befindet sich knapp 30 km südöstlich von dessen Verwaltungszentrum Asow. Das Dorf ist Sitz der Landgemeinde Samarskoje selskoje posselenije, zu der außerdem die Siedlungen Oporny und Suchodolsk (beide etwa 7 km nördlich), das Dorf Nowonikolajewka (7 km nordwestlich) und der Weiler (chutor) Kotschewantschik (5 km nordwestlich) gehören.

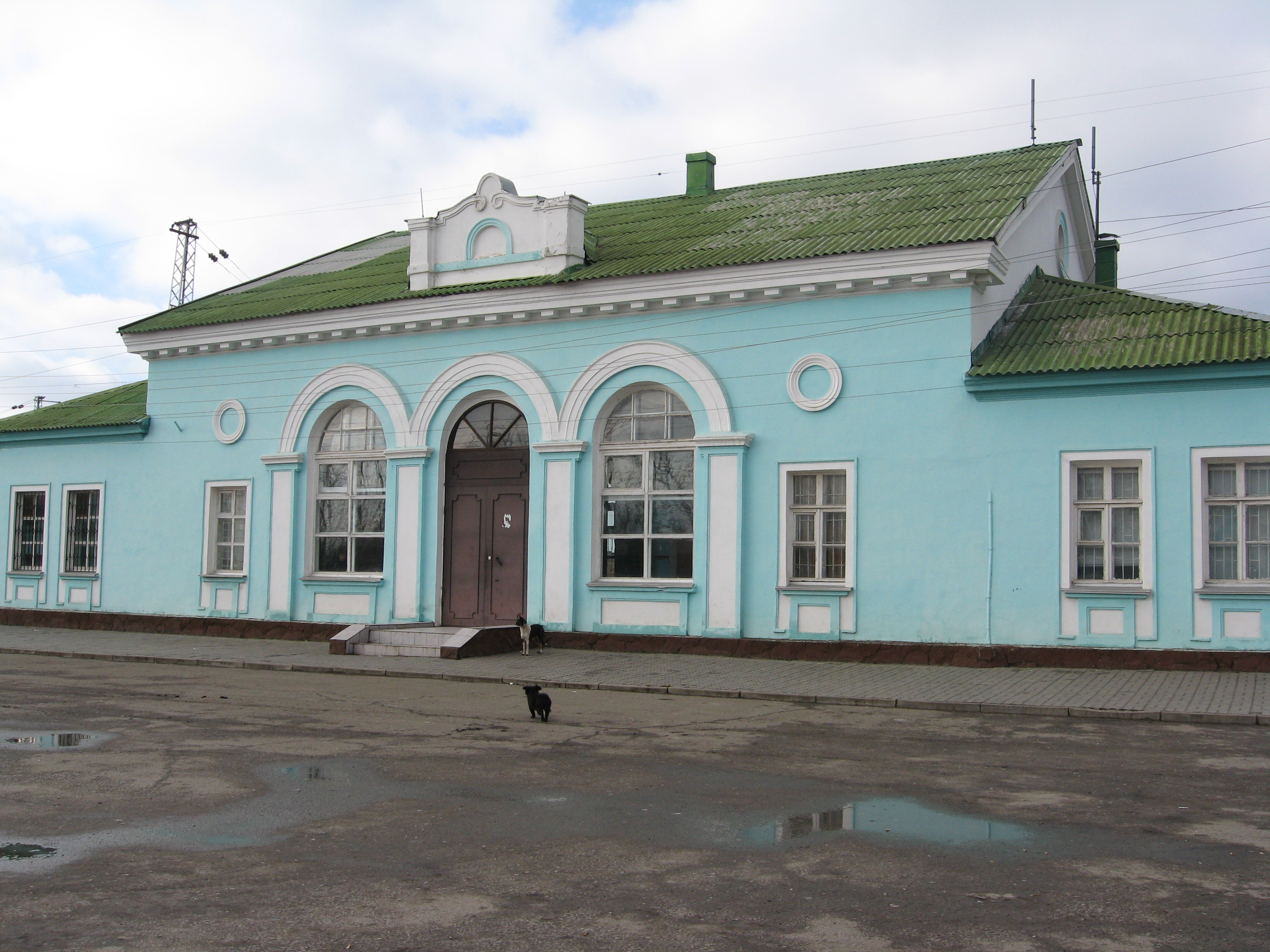
Bahnstation Kajala
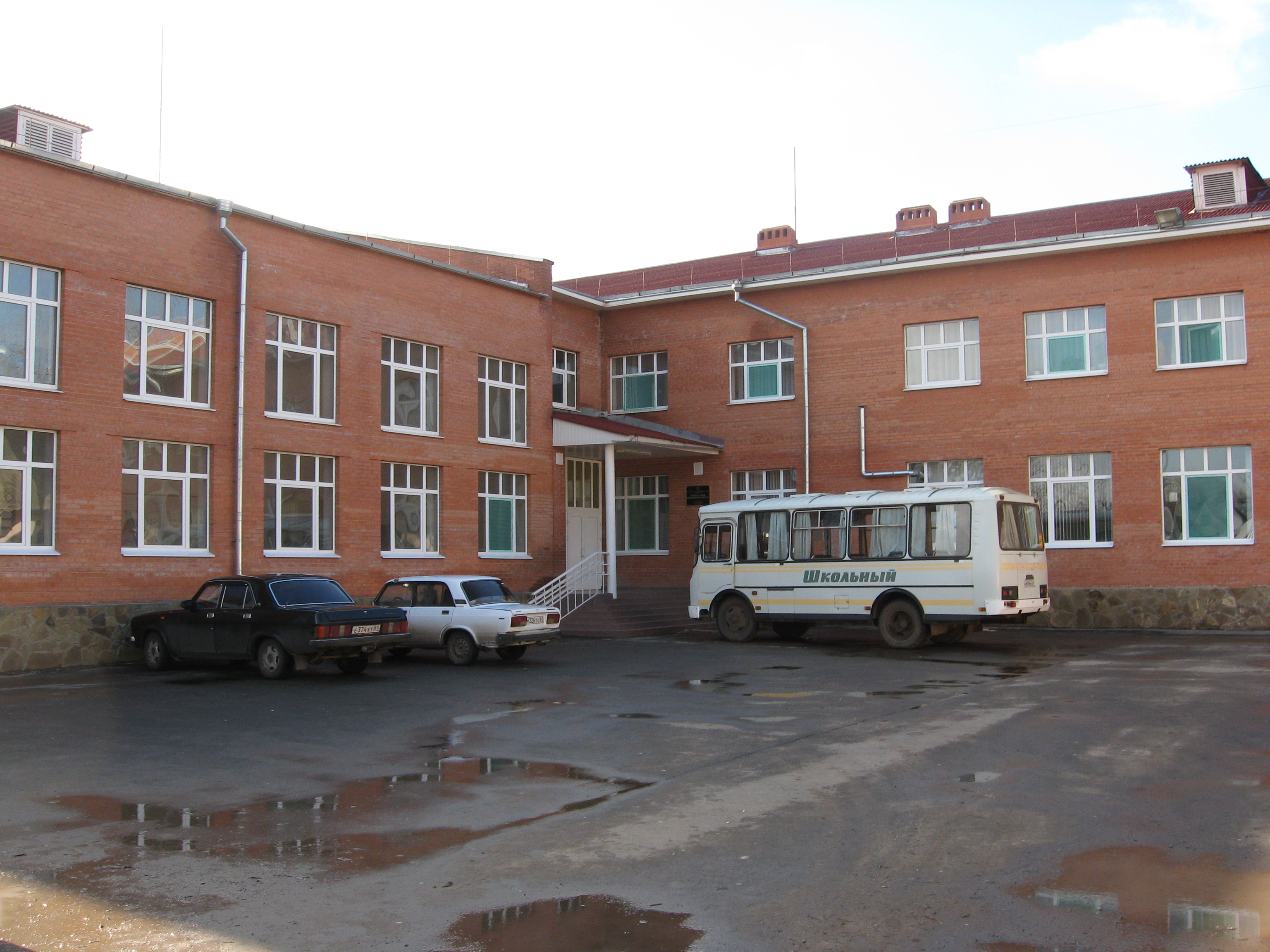
Schule Nr. 4 im Samarskoje

## Geschichte
Der Ort entstand in der zweiten Hälfte des 18. Jahrhunderts. Als Gründungsjahr gilt 1770. Die Bezeichnung geht auf den Namen des ersten Siedlers Samartschenko zurück. Von 1915 bis 1924 war das Dorf Verwaltungssitz einer Wolost, von 1935 bis 1963 eines nach ihm benannten Rajons.

### Bevölkerungsentwicklung
| Jahr | Einwohner |
| ---- | --------- |
| 1863 | 3.516     |
| 1897 | 3.828     |
| 1915 | 6.018     |
| 1939 | 6.950     |
| 1959 | 8.651     |
| 1979 | 10.714    |
| 2002 | 10.654    |
| 2010 | 10.530    |

Anmerkung: 1897, ab 1939 Volkszählungsdaten

## Verkehr
Am östlichen Ortsrand von Samarskoje verläuft die föderale Fernstraße M4 Don Moskau – Rostow am Don – Krasnodar – Noworossijsk (auch Europastraße 115). Von dieser zweigt dort die Regionalstraße 60N-52 ab, die durch das Dorf führt, den Kagalnik überquert und zunächst an dessen linker Seite abwärts und dann nach Norden in das Rajonzentrum Asow führt.
Im Ort befindet sich die Bahnstation Kajala bei Kilometer 1381 (ab Moskau) der auf diesem Abschnitt 1875 eröffneten und seit 1962 elektrifizierten Eisenbahnstrecke Rostow – Wladikawkas/– Machatschkala – Baku.